# (20012) Ranke
(20012) Ranke ist ein Asteroid des Hauptgürtels, der am 13. September 1991 von den deutschen Astronomen Freimut Börngen und Lutz D. Schmadel an der Thüringer Landessternwarte Tautenburg (IAU-Code 033) in Thüringen entdeckt wurde.
Benannt wurde der Asteroid nach dem deutschen Historiker und Historiographen Leopold von Ranke (1795–1886), der von 1825 bis 1871 in Berlin als Professor für Geschichte tätig war. Durch seine auf dem Historismus begründete Methodik schuf er neue Ansätze und gilt deshalb als einer der Gründerväter der modernen Geschichtswissenschaft.